# Lucía Topolansky
Lucía Topolansky Saavedra (sinh ngày 25 tháng 9 năm 1944) là một chính trị gia người Uruguay, từng là Thượng nghị sĩ từ năm 2005 đến 2017. Topolansky là Đệ nhất phu nhân, vợ của cựu Tổng thống Jose Mujica của Uruguay từ năm 2010 đến 2015. Bà hiện đang giữ chức Phó Tổng thống Uruguay bắt đầu từ tháng 9 năm 2017, sau khi Raúl Fernando Sendic từ chức.

## Lý lịch
Trong thời thơ ấu, cô theo học tại trường đại học Sacré Cœur de las Hermanas Dominicas ở Montevideo cùng với chị gái sinh đôi của mình. Sau đó, cô gia nhập Học viện Alfredo Vásquez Acevedo và ở đó, cô tham gia hội học sinh.
Cô đã gắn bó với Phong trào tham gia phổ biến (MPP) trong nhiều năm, liên kết với phong trào du kích trước đây là Tupamaros.
Cô sinh ra trong một gia đình quý tộc Ba Lan, cha cô là Luis Topolansky.
Cô kết hôn với ông Jose Mujica, từng là Tổng thống của Uruguay từ năm 2010 đến 2015.

## Văn phòng chính trị
Cô phục vụ với tư cách là Đại diện cho Montevideo từ năm 2000 đến năm 2005 và sau đó cô trở thành Thượng nghị sĩ. Trong cuộc bầu cử năm 2009, bà đã nhận được số phiếu bầu cao nhất cho Thượng nghị sĩ, là người đứng đầu danh sách 609 người.

### Quyền Tổng thống Uruguay
Vào ngày 26 tháng 11 năm 2010, do sự vắng mặt của cả Tổng thống Mujica và Phó Tổng thống Danilo Astori, bà đã trở thành Quyền Tổng thống, biến bà thành nữ tổng thống đầu tiên của Uruguay, mặc dù điều đó chỉ là tạm thời. Nhiệm kỳ chủ tịch ngắn ngủi này kéo dài đến ngày 28 tháng 11 năm 2010, khi được bầu làm Phó Tổng thống Astori trở lại Uruguay.

### Phó Tổng thốngUruguay
Sau khi Raúl Fernando Sendic từ chức, sau hàng loạt tranh cãi kéo dài, cô được bổ nhiệm làm Phó Tổng thống của Uruguay thay vị trí của Sendic vào ngày 13 tháng 9 năm 2017.